# Box-office mondial 2014
Cet article recense les films sortis en 2014 ayant dépassé 200 000 000 $ de recettes mondiales.

## Pays d'origine des films
- États-Unis : 27 films (dont 7 co-produits)
- Royaume-Uni : 2 films (co-produits)
- Australie : 1 film (co-produit)
- Chine : 1 film (co-produit)
- Danemark : 1 film (co-produit)
- Espagne : 1 film (co-produit)
- France : 1 film
- Nouvelle-Zélande : 1 film (co-produit)

## Box-office
Note : Le classement et les chiffres donnés peuvent varier d'une source à l'autre.
| Rang | Film                                              | Pays                           | Réalisateur                    | Budget (en USD) | Box-office mondial (en USD) |
| ---- | ------------------------------------------------- | ------------------------------ | ------------------------------ | --------------- | --------------------------- |
| 1    | Transformers : L'Âge de l'extinction              | États-Unis Chine               | Michael Bay                    | 210 000 000     | 1 104 054 072               |
| 2    | Le Hobbit : La Bataille des Cinq Armées           | États-Unis Nouvelle-Zélande    | Peter Jackson                  | 250 000 000     | 956 019 788                 |
| 3    | Les Gardiens de la Galaxie                        | États-Unis                     | James Gunn                     | 170 000 000     | 773 328 629                 |
| 4    | Maléfique                                         | États-Unis                     | Robert Stromberg               | 180 000 000     | 758 539 785                 |
| 5    | Hunger Games : La Révolte, partie 1               | États-Unis                     | Francis Lawrence               | 125 000 000     | 755 356 711                 |
| 6    | X-Men: Days of Future Past                        | États-Unis                     | Bryan Singer                   | 200 000 000     | 747 862 775                 |
| 7    | Captain America : Le Soldat de l'hiver            | États-Unis                     | Anthony et Joe Russo           | 170 000 000     | 714 264 267                 |
| 8    | La Planète des singes : L'Affrontement            | États-Unis                     | Matt Reeves                    | 170 000 000     | 710 644 566                 |
| 9    | The Amazing Spider-Man : Le Destin d'un héros     | États-Unis                     | Marc Webb                      | 230 000 000     | 708 982 323                 |
| 10   | Interstellar                                      | États-Unis Royaume-Uni         | Christopher Nolan              | 165 000 000     | 677 463 813                 |
| 11   | Les Nouveaux Héros                                | États-Unis                     | Don Hall et Chris Williams     | 165 000 000     | 657 818 612                 |
| 12   | Dragons 2                                         | États-Unis                     | Dean DeBlois                   | 145 000 000     | 621 537 519                 |
| 13   | American Sniper                                   | États-Unis                     | Clint Eastwood                 | 58 580 000      | 547 426 372                 |
| 14   | Godzilla                                          | États-Unis Japon               | Gareth Edwards                 | 160 000 000     | 529 076 069                 |
| 15   | Rio 2                                             | États-Unis                     | Carlos Saldanha                | 103 000 000     | 500 101 972                 |
| 16   | Ninja Turtles                                     | États-Unis                     | Jonathan Liebesman             | 125 000 000     | 493 333 584                 |
| 17   | La Grande Aventure Lego                           | Danemark Australie États-Unis  | Phil Lord et Chris Miller      | 60 000 000      | 469 160 692                 |
| 18   | Lucy                                              | France                         | Luc Besson                     | 40 000 000      | 463 360 063                 |
| 19   | Les Pingouins de Madagascar                       | États-Unis                     | Eric Darnell et Simon J. Smith | 132 000 000     | 373 015 621                 |
| 20   | Edge of Tomorrow                                  | États-Unis Canada              | Doug Liman                     | 178 000 000     | 370 541 256                 |
| 21   | Gone Girl                                         | États-Unis                     | David Fincher                  | 61 000 000      | 369 330 363                 |
| 22   | Noé                                               | États-Unis                     | Darren Aronofsky               | 130 000 000     | 362 637 473                 |
| 23   | Le Labyrinthe                                     | États-Unis                     | Wes Ball                       | 34 000 000      | 348 319 861                 |
| 24   | 300 : La Naissance d'un empire                    | États-Unis                     | Noam Murro                     | 110 000 000     | 337 580 051                 |
| 25   | M. Peabody et Sherman : Les Voyages dans le temps | États-Unis                     | Rob Minkoff                    | 145 000 000     | 275 698 039                 |
| 26   | Exodus: Gods and Kings                            | États-Unis Royaume-Uni Espagne | Ridley Scott                   | 140 000 000     | 268 175 631                 |
| 27   | Hercule                                           | États-Unis                     | Brett Ratner                   | 100 000 000     | 244 819 862                 |
| 28   | Expendables 3                                     | États-Unis                     | Patrick Hughes                 | 90 000 000      | 214 657 577                 |